# Anne Dvinge
Anne Dvinge (født 1973) er en dansk tech-iværksætter og stifter, samt administrerende direktør af hjemmesiden Low-Fi. Hun har en ph.d. i amerikanske- og jazzstudier og har, i ti år, arbejdet som musikforsker på Københavns Universitet. Hun var bl.a. en del af jazz-forsknings-netværket Rhythm Changes og hun har skrevet videnskabelige artikler for Jazzforschung  og African and Black Diaspora: An International Journal.

## Low-Fi
I forbindelse med sit forskerjob mødte Anne Dvinge musikere, der var frustrerede over hvor svært det var at tjene penge, på deres musik. De nye streamingtjenester gør at musikernes største indtjening kommer fra merchandise og liveoptrædener. Ifølge Anne Dvinge "mangler der en ny måde at lytte til musik på" og stiftede Low-Fi, (i 2015) der skulle være en ny koncertplatform, mere intime, med huskoncerter i private hjem.